# Cột trụ của tạo hóa

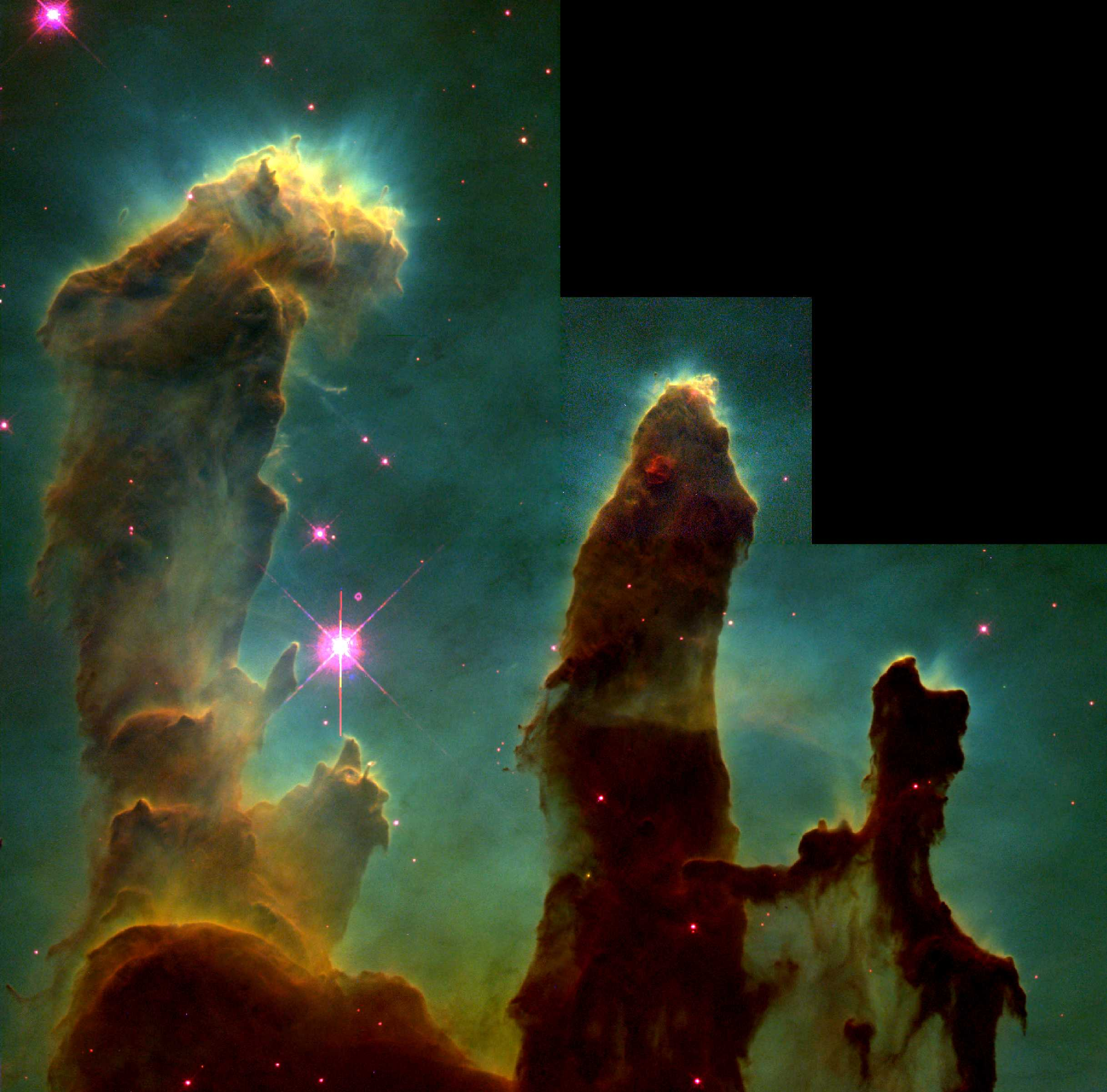
Những Cột trụ Sáng tạo chụp vào năm 1995 bởi kính viễn vọng không gian Hubble trong tinh vân Đại Bàng

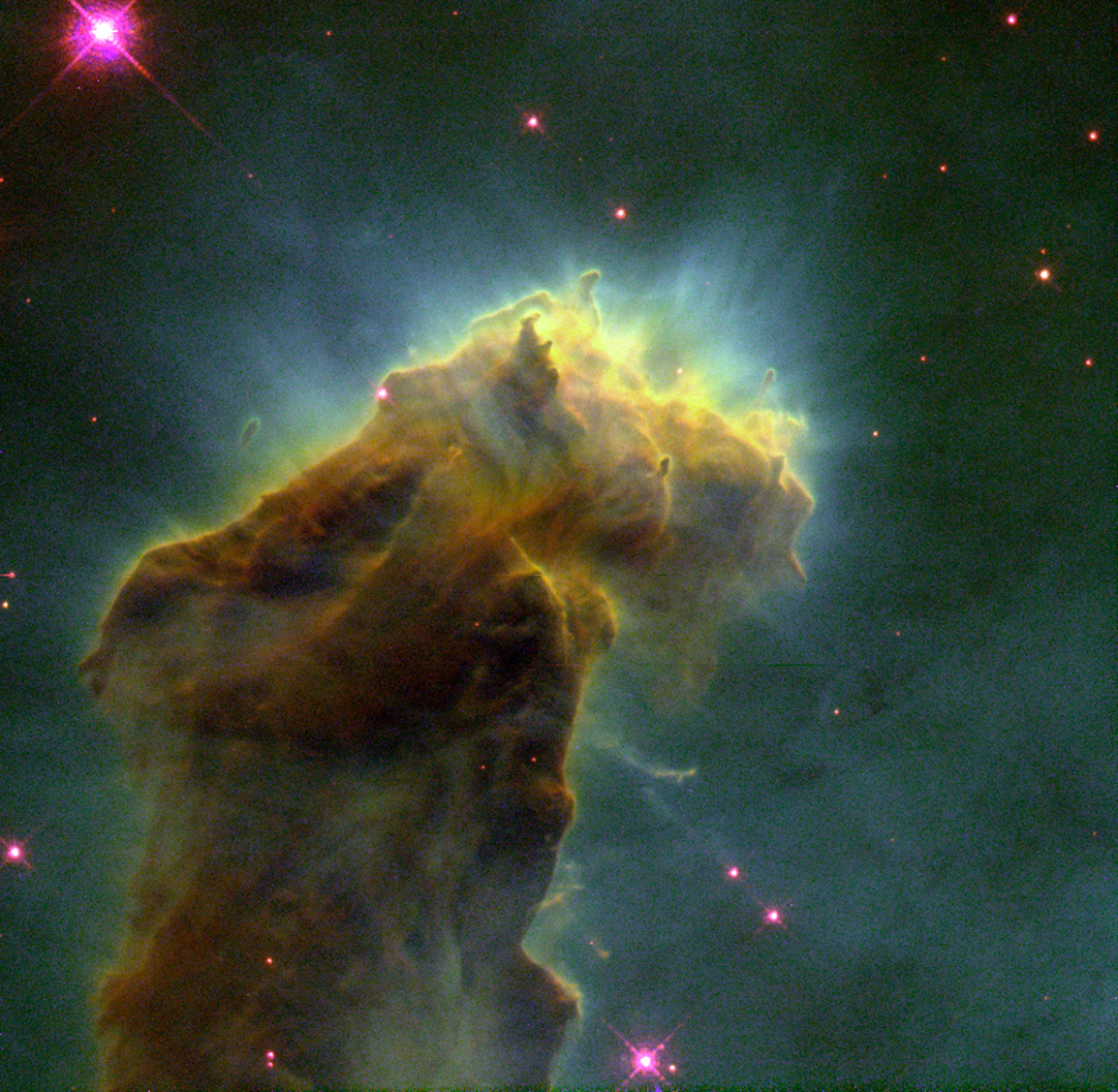
Cận cảnh phần đầu của một trong những đám mây tinh vân khổng lồ.

Những Cột trụ Sáng tạo là những cột khí và bụi liên sao khổng lồ trong được chụp bởi kính viễn vọng không gian Hubble trong tinh vân Đại Bàng, chòm sao Cự Xà, cách Trái Đất 6.500–7.000 năm ánh sáng (2.000–2.100 pc; 61–66 Em). Những hình ảnh đầu tiên được John Carles Duncan phát hiện ra trên tấm phim của kính viễn vọng 60 inch của đài thiên văn Núi Wilson vào năm 1920.Chúng được đặt tên như vậy vì đám khí và bụi đang trong quá trình tạo ra những ngôi sao mới, đồng thời cũng bị hút chiếu sáng một cách huyền ảo bởi ánh sáng từ những ngôi sao gần đây mới hình thành.
Vào ngày 1 tháng 4 năm 1995, bức ảnh này được chụp và xem là một trong mười bức ảnh đẹp nhất chụp từ kính viễn vọng Hubble bởi Space.com Các nhà thiên văn chịu trách nhiệm về bức ảnh là Jeff Hester và Paul Scowen từ Đại học bang Arizona. Vào năm 2011, những Cột trụ này lại một lần nữa được chụp lại bởi kính thiên văn không gian Herschel của ESA (sau đó là kính Hubble với máy ảnh mới vào năm 2014, và James Webb vào năm 2022).
Bức ảnh này ra mắt vào năm 2007, kính viễn vọng tia X Chandra (AXAF) đã quan sát khu vực này vào năm 2011. Kính viễn vọng này không tìm thấy nhiều nguồn tia X trong các tòa tháp nhưng có thể quan sát được các nguồn ở mức năng lượng tia X khác nhau trong khu vực từ các ngôi sao trẻ..
Bức ảnh được chú ý vì tác động văn hóa toàn cầu, với National Geographic lưu ý vào kỉ niệm 20 năm thành lập là bức ảnh này đã xuất hiện trên mọi thứ, từ "áo phông đến cốc cà phê".

## Thành phần
Những cột trụ này được cấu tạo từ hydro phân tử lạnh và bụi vũ trụ, hiện đang bị bào mòn do quá trình quang bay hơi (photoevaporation) dưới tác động của tia cực tím (UV) từ các ngôi sao nóng và sáng ở gần đó. Cột trụ ngoài cùng bên trái có chiều dài khoảng 4 năm ánh sáng.
Các phần nhô ra hình ngón tay ở đỉnh các đám mây có kích thước lớn hơn cả Hệ Mặt Trời. Chúng trở nên có thể nhìn thấy nhờ bóng của các khối khí bay hơi (evaporating gaseous globules – EGGs), giúp che chắn phần khí phía sau khỏi bức xạ cực tím mạnh mẽ. Những EGGs này là nơi ươm mầm cho các ngôi sao mới. Khi các ngôi sao hình thành, chúng cuối cùng sẽ thoát ra khỏi EGGs, và sau đó các EGGs cũng sẽ bị bốc hơi hoàn toàn.

## Giả thuyết về sự hủy diệt
Vào năm 2007, các nhà thiên văn học sử dụng Kính viễn vọng Không gian Spitzer đã phát hiện ra một sóng xung kích (shockwave) trong khu vực Tinh vân Đại Bàng (Eagle Nebula). Đây có thể là dấu hiệu của một vụ nổ siêu tân tinh đã xảy ra. Vì Pillars of Creation được tạo thành từ khí và bụi tương đối mỏng manh, một vụ nổ như vậy có thể đã xé toạc hoặc làm tan rã chúng. Dựa trên tốc độ di chuyển của sóng xung kích mà Spitzer quan sát được, các nhà khoa học ước tính rằng vụ nổ này có thể đã xảy ra cách đây khoảng 6.000 năm.
Vì khoảng cách giữa Trái Đất và Những Cột Trụ Sáng Tạo vào khoảng 7.000 năm ánh sáng, điều này có nghĩa là nếu chúng thực sự đã bị phá hủy, nhưng do ánh sáng có tốc độ hữu hạn, chúng ta sẽ chỉ có thể quan sát sự hủy diệt này từ Trái Đất trong khoảng 1.000 năm nữa.
Tuy nhiên, cách diễn giải này vẫn gây tranh cãi. Một nhà thiên văn học không tham gia vào nghiên cứu của Spitzer lập luận rằng một vụ nổ siêu tân tinh lẽ ra phải tạo ra bức xạ vô tuyến và tia X mạnh hơn so với những gì đã quan sát được. Thay vào đó, ông cho rằng các cơn gió mạnh từ những ngôi sao khổng lồ có thể đã làm nóng bụi trong khu vực, thay vì một vụ nổ siêu tân tinh. Nếu giả thuyết này đúng, Những Cột Trụ Sáng Tạo sẽ không bị phá hủy đột ngột mà sẽ dần dần bị bào mòn theo thời gian.
Hiện nay, vẫn chưa có bằng chứng xác thực nào cho thấy Pillars of Creation thực sự đã bị phá hủy. Hình ảnh mới nhất từ Kính viễn vọng James Webb (JWST) vào năm 2022 vẫn cho thấy Pillars of Creation tồn tại. Một số nhà khoa học cho rằng sóng xung kích có thể không đủ mạnh để phá hủy hoàn toàn chúng. Vì vậy, giả thuyết này vẫn còn tranh cãi và chưa được xác nhận.

## Hình ảnh

### Bức ảnh gốc của Kính viễn vọng Không gian Hubble
Bức ảnh nổi tiếng về Những Cột Trụ Sáng Tạo được tạo thành từ 32 hình ảnh khác nhau, chụp bởi bốn cảm biến CCD trên Camera Trường Rộng và Hành Tinh 2 (WFPC2) của Hubble.
Bức ảnh được tạo ra bằng cách thu nhận ánh sáng từ các nguyên tố khác nhau trong đám mây bụi và khí, sau đó hiển thị bằng các màu khác nhau: Màu xanh lá cây đại diện cho hydro, Màu đỏ cho lưu huỳnh ion hóa đơn và Màu xanh lam cho oxy ion hóa kép.
Phần khuyết hình bậc thang ở góc trên bên phải của bức ảnh là do camera của góc phần tư trên bên phải có độ phóng đại cao hơn. Khi hình ảnh từ camera này được thu nhỏ để khớp với ba camera còn lại, khoảng trống sẽ xuất hiện ở phần còn lại của góc đó. Hiệu ứng này cũng có mặt trong nhiều hình ảnh khác của WFPC2, và vị trí của nó có thể thay đổi tùy vào cách hình ảnh được xoay khi công bố.

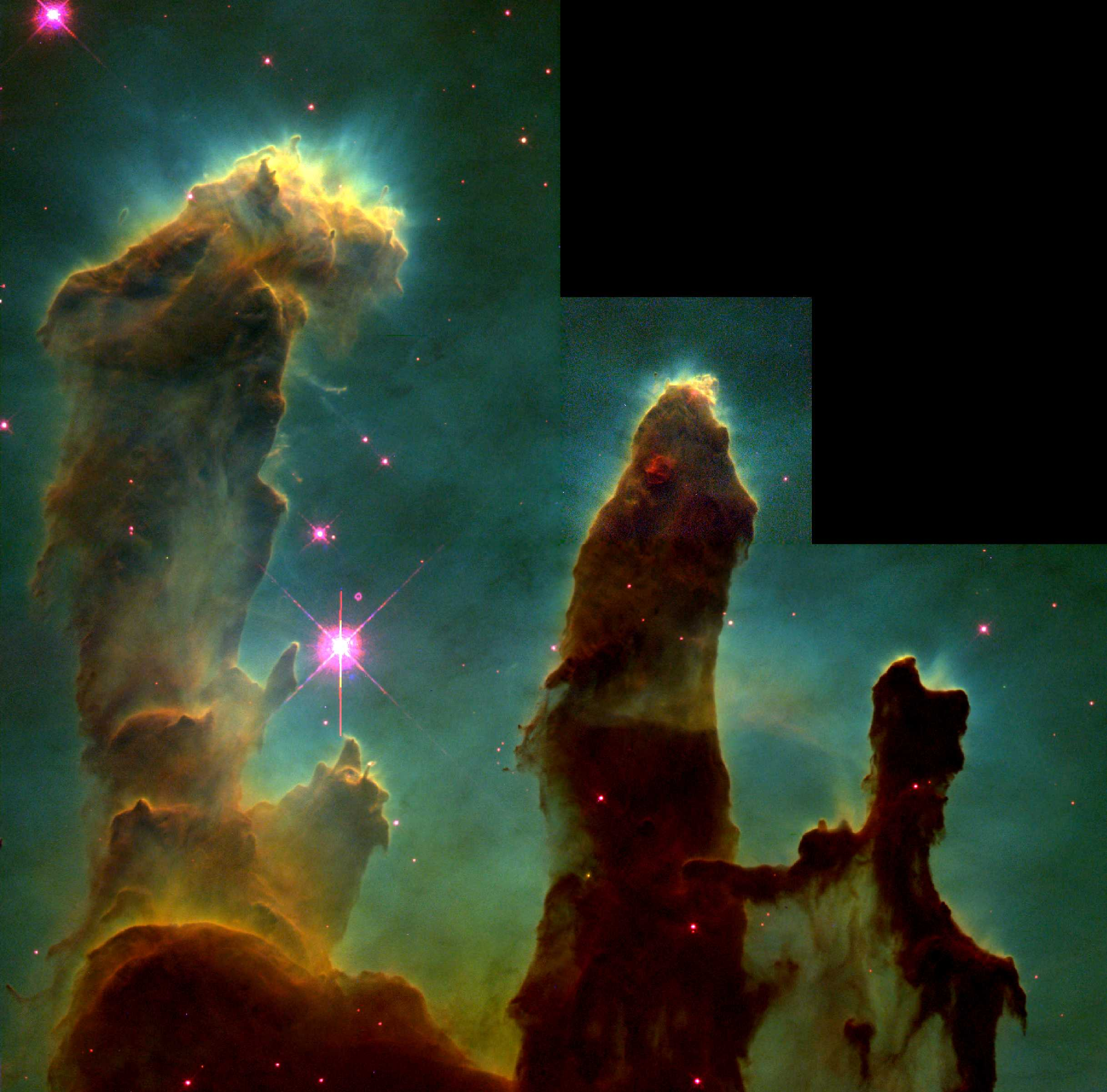
Bức ảnh hoàn chỉnh đầu tiên được chụp bởi Kính thiên văn Hubble vào năm 1995

Năm 2009, WFPC2 được thay thế bởi Camera Trường Rộng 3 (WFC3) trong một nhiệm vụ tàu con thoi STS-125. Chiếc camera cũ được đưa về Trái Đất và hiện đang được trưng bày trong một bảo tàng.

### Bức ảnh của Kính viễn vọng Herschel
Năm 2010, Đài quan sát Không gian Herschel đã chụp một hình ảnh mới về Những Cột Trụ Sáng Tạo bằng tia hồng ngoại xa. Nhờ đó, các nhà thiên văn có thể quan sát sâu vào bên trong các cột trụ và cấu trúc trong khu vực, giúp họ hiểu rõ hơn về các quá trình sáng tạo và hủy diệt diễn ra bên trong Tinh vân Đại Bàng.

### Những lần chụp khác

#### 2015 - Kỷ niệm 25 năm của Hubble
Nhân dịp kỷ niệm 25 năm kể từ khi Kính viễn vọng Không gian Hubble được phóng lên, các nhà thiên văn đã tạo ra một bức ảnh có độ phân giải cao hơn và khung hình lớn hơn của Những Cột Trụ Sáng Tạo. Hình ảnh này được công bố vào tháng 1 năm 2015 tại cuộc họp của Hiệp hội Thiên văn Mỹ ở Seattle.
Bức ảnh được chụp bởi Camera Trường Rộng 3 (WFC3) của Hubble, lắp đặt vào năm 2009, với ánh sáng khả kiến. Ngoài ra, một bức ảnh chụp bằng tia hồng ngoại cũng được thực hiện. So với ảnh gốc, hình ảnh mới này có trường nhìn rộng hơn, hiển thị rõ hơn phần đáy của các cột khí bụi.

#### 2022 - Hình ảnh của Kính viễn vọng Không gian James Webb (JWST)
Tháng 10 năm 2022, NASA công bố rằng Kính viễn vọng Không gian James Webb (JWST) đã chụp một hình ảnh mới của Những Cột Trụ Sáng Tạo, sử dụng máy ảnh NIRCam trên tàu vũ trụ.
Bức ảnh này có độ chi tiết cao, ghi lại các luồng vật chất phun ra từ những ngôi sao trẻ đang hình thành, được quan sát dưới dạng những đốm đỏ gần rìa của các cột trụ.

#### 2024 - Hình ảnh 3D mới nhất
Tháng 6 năm 2024, NASA công bố hình ảnh 3D mới nhất của Những Cột Trụ Sáng Tạo, được tạo từ dữ liệu của cả JWST và Hubble.
NASA mô tả đây là "bộ phim đa bước sóng toàn diện và chi tiết nhất từ trước đến nay về vùng tạo sao này", mang đến một cái nhìn chưa từng có về quá trình hình thành sao trong Tinh vân Đại Bàng.

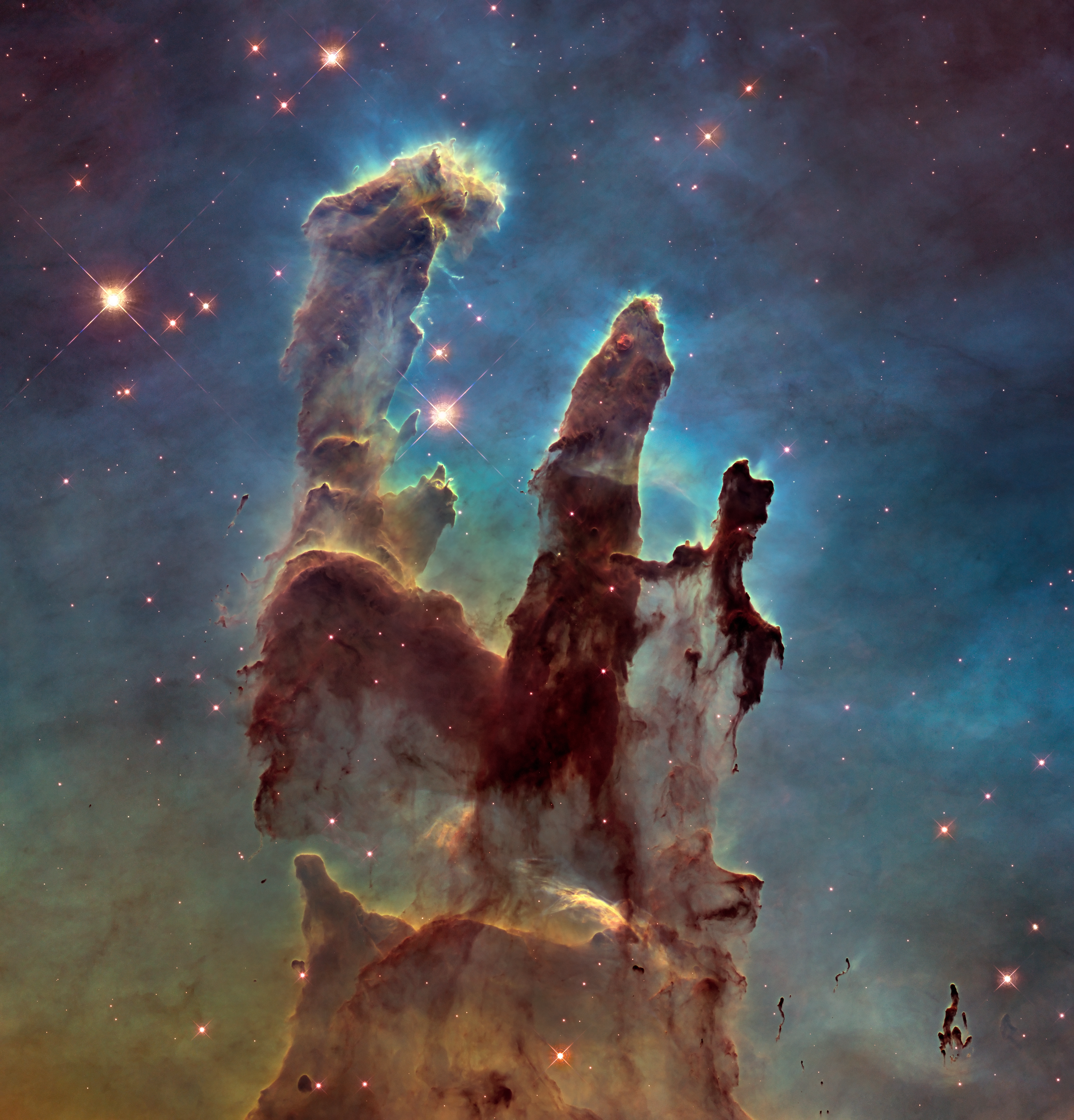
Một bức ảnh có độ phân giải cao hơn được Kính viễn vọng Không gian Hubble chụp vào năm 2014 nhằm tôn vinh bức ảnh gốc.
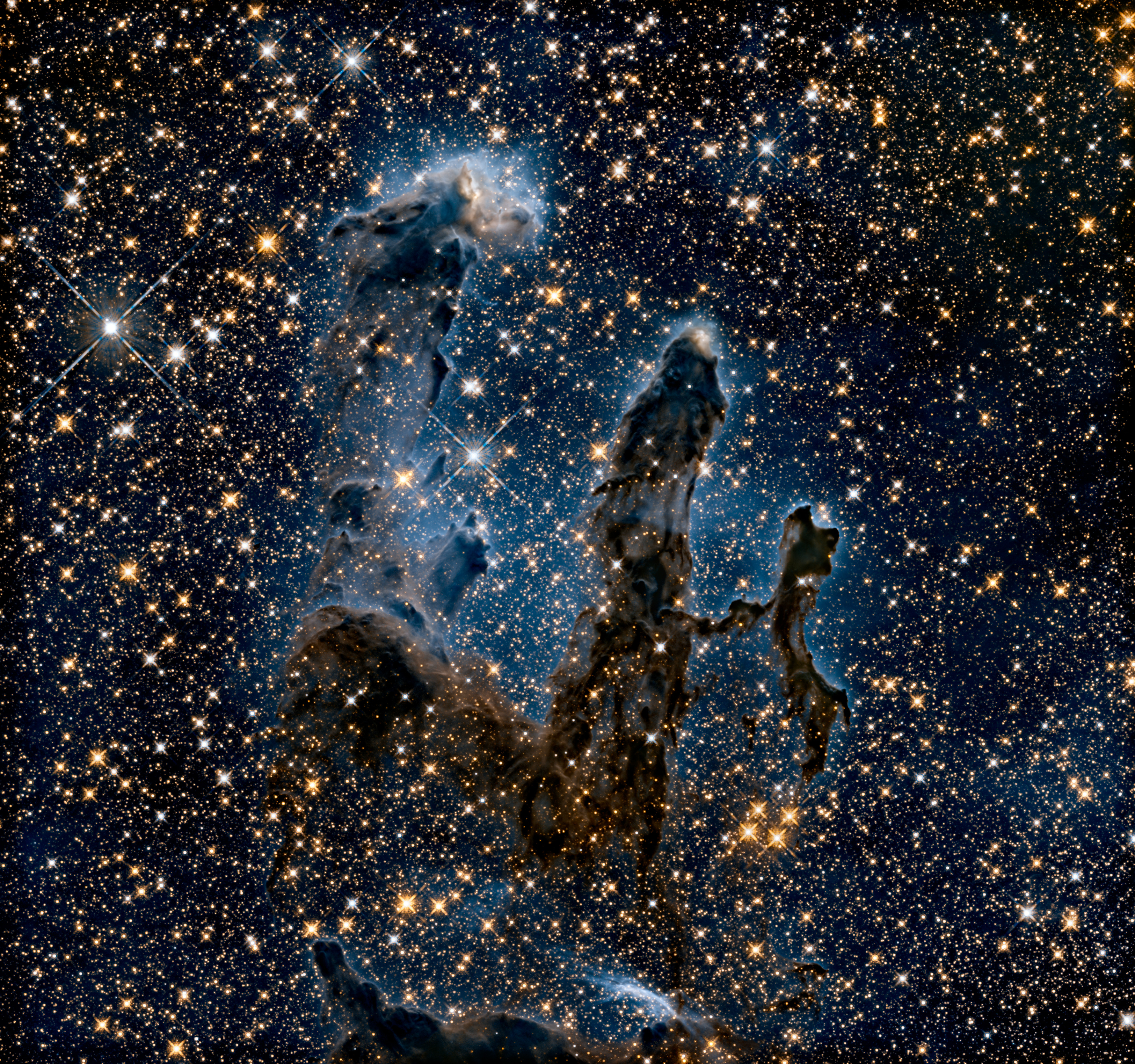
Ảnh được chụp ở chế độ hồng ngoại được Kính viễn vọng Không gian Hubble chụp vào năm 2014
Hình ảnh cận hồng ngoại được chụp bởi Kính viễn vọng Không gian James Webb vào năm 2022.
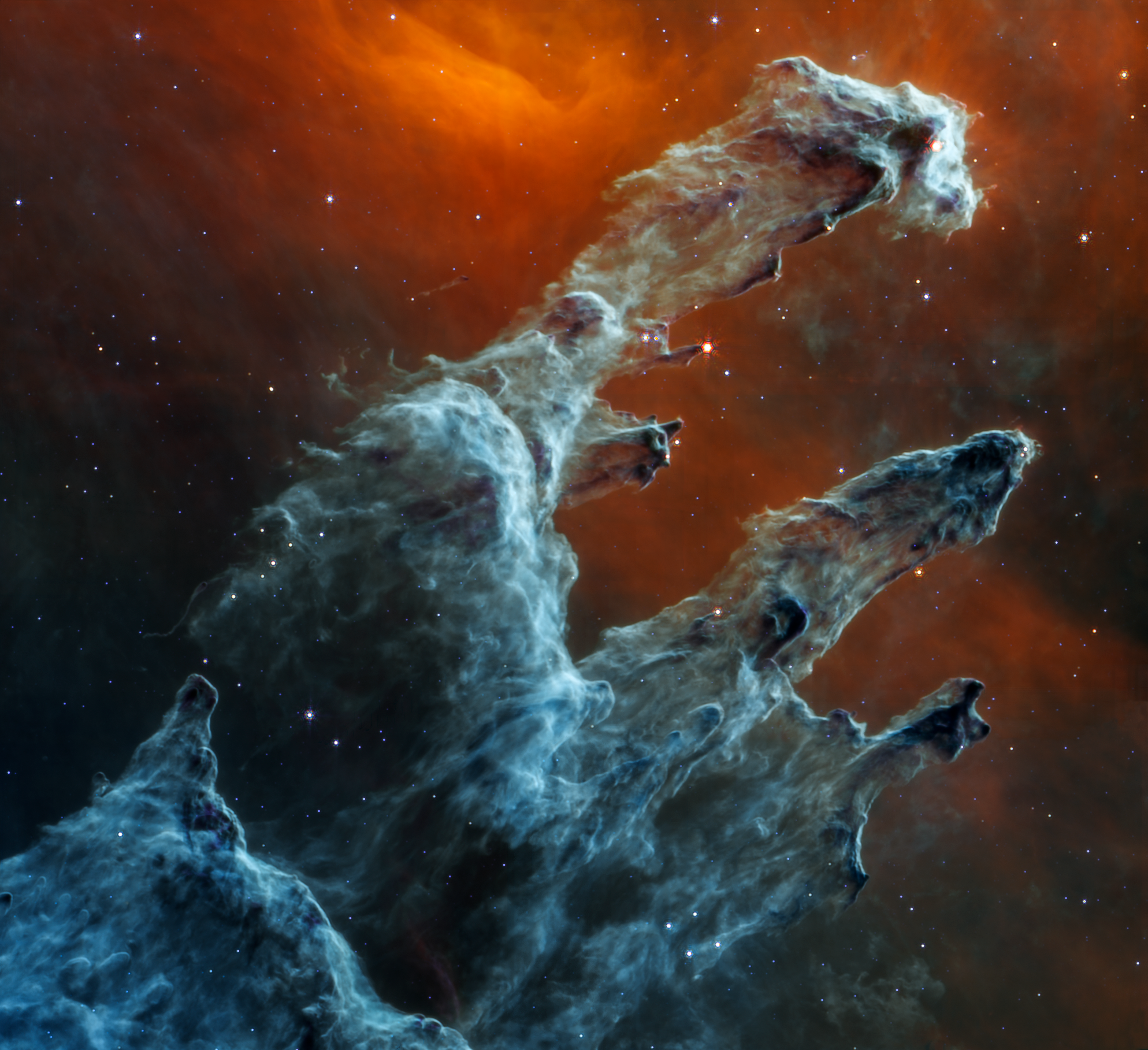
Hình ảnh trung hồng ngoại do Kính viễn vọng Không gian James Webb chụp vào năm 2022.